# 哈佛鎮區 (內布拉斯加州克萊縣)
哈佛鎮區（英語：Harvard Township）是位於美國內布拉斯加州克萊縣的一個行政鎮區。

## 地方資料
哈佛鎮區的面積為92.21平方千米，當中陸地面積為92.17平方千米，而水域面積為0.03平方千米。根據2020年美國人口普查的數據，當地共有人口1085人，而人口密度為每平方千米11.77人。